# Kaisersäule

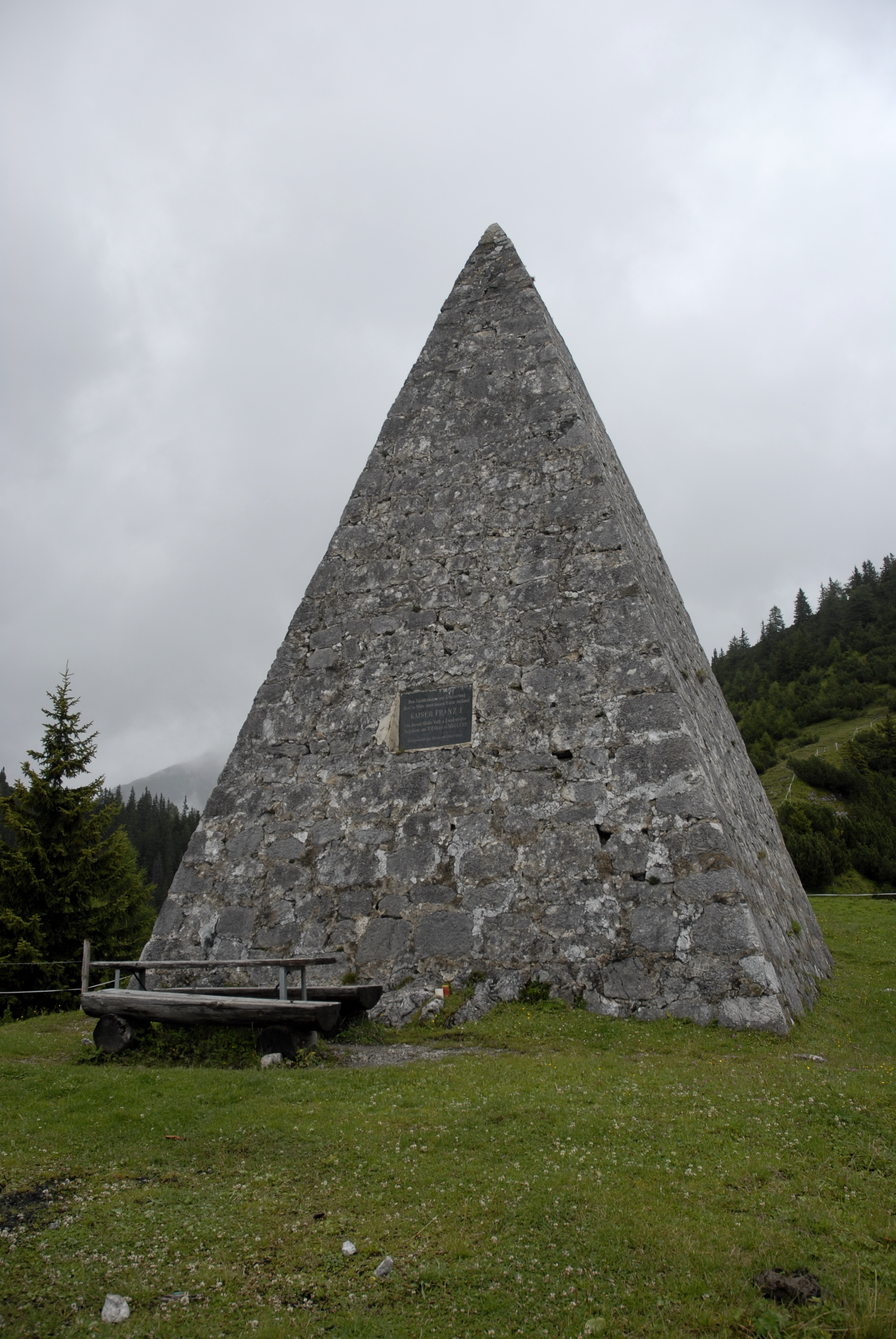
Kaisersäule

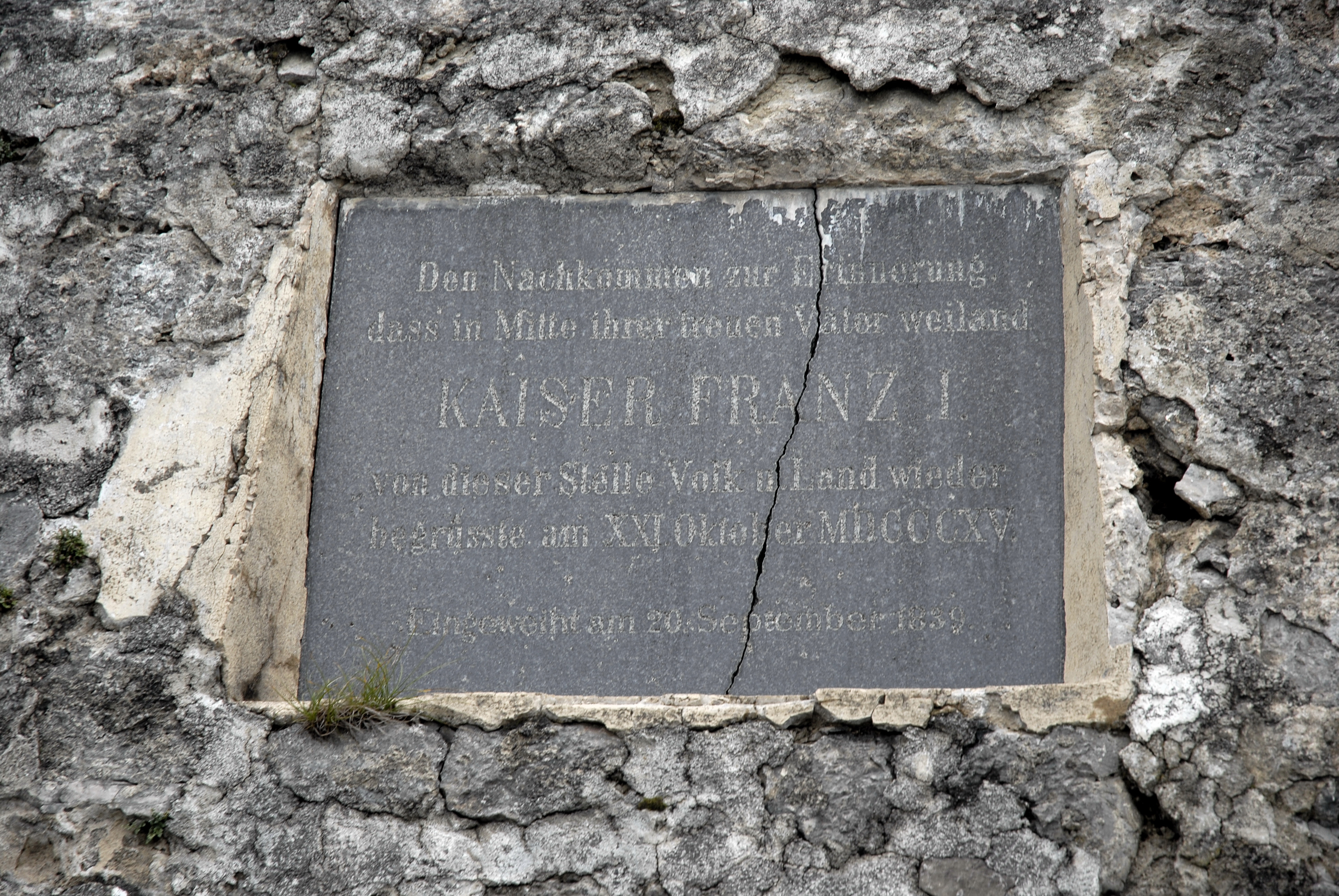
Gedenktafel

Die Kaisersäule (ursprünglich als Franzens-Pyramide bezeichnet) ist eine Steinpyramide in der Gemeinde Thaur in Tirol. Die Pyramide steht unter Denkmalschutz (Listeneintrag).

## Beschreibung
Das weithin sichtbare Bauwerk liegt auf einer Schulter unterhalb des Thaurer Zunterkopfs an einem Aussichtspunkt auf 1700 m ü. A. und ist nur zu Fuß von Thaur oder aus dem Halltal erreichbar. Die 11,4 Meter hohe Pyramide ist aus Bruchsteinen gemauert und war ursprünglich weiß gekalkt. An der Westseite befindet sich eine Gedenktafel, die an den Besuch Kaiser Franz I. erinnert, der 1815 „von dieser Stelle Volk und Land wieder begrüßte“.
Im Internet kursieren verschiedene Höhenangaben. Die richtige Höhenangabe findet sich auf der in einer Zeitkapsel verwahrten Urkunde zur Einweihung und auf deren Abschrift im Dorfarchiv Thaur, nämlich 11,38 m.

## Geschichte
Nach dem Ende der Napoleonischen Kriege und dem Wiener Kongress besuchte Kaiser Franz I. das zu Österreich zurückgekehrte Tirol. Nach einem großen Empfang in der Stadt Hall besuchte er am 21. Oktober 1815 die Haller Saline und das Salzbergwerk im Halltal. Anschließend führte man ihn zu einem Aussichtspunkt, von dem aus er die Schauplätze des Tiroler Freiheitskampfes von 1809 besichtigte. Im folgenden Jahr wurde an dieser Stelle eine hölzerne Pyramide errichtet, die vermutlich weiß gekalkt und mit einer Inschrift versehen war.
1838/39 wurde die Pyramide aus Steinen neu gebaut und von August Longin von Lobkowitz, dem Präsidenten der kaiserlichen Hofkammer für Münz- und Bergwesen, der anlässlich der Grundsteinlegung des neuen Sudhauses in Hall weilte, am 28. September 1839 feierlich eingeweiht.